# Tand (mens)

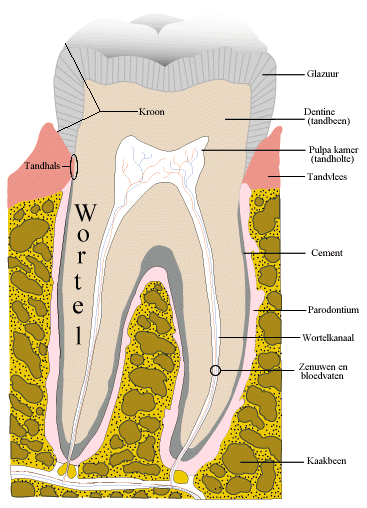
Doorsnede van een tand, courtesy NIH

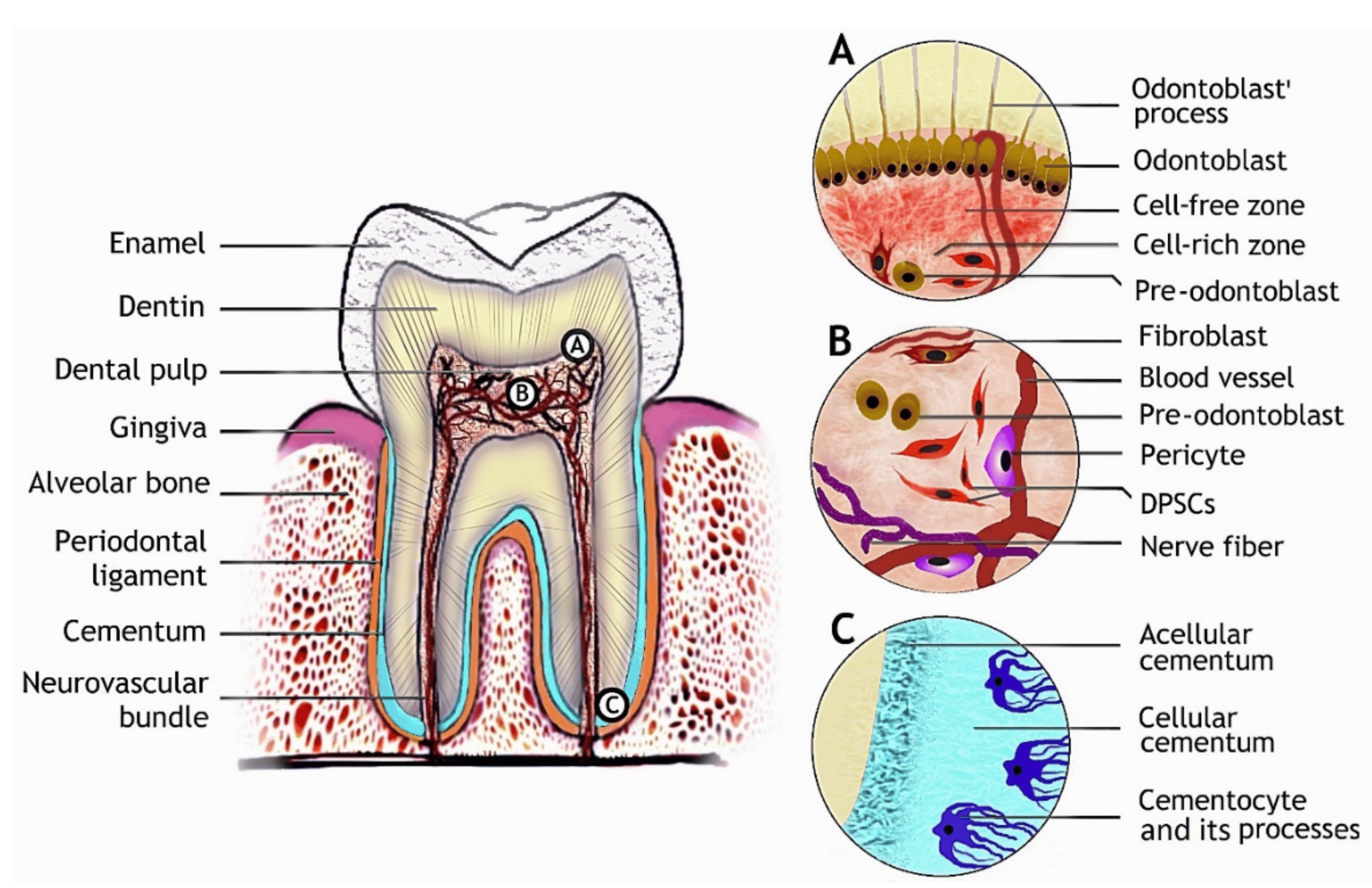
Tandstructuren

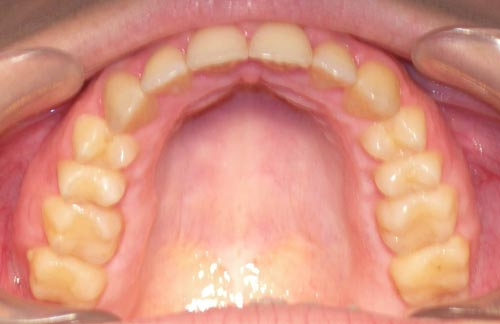
Bovenkaak met tanden.

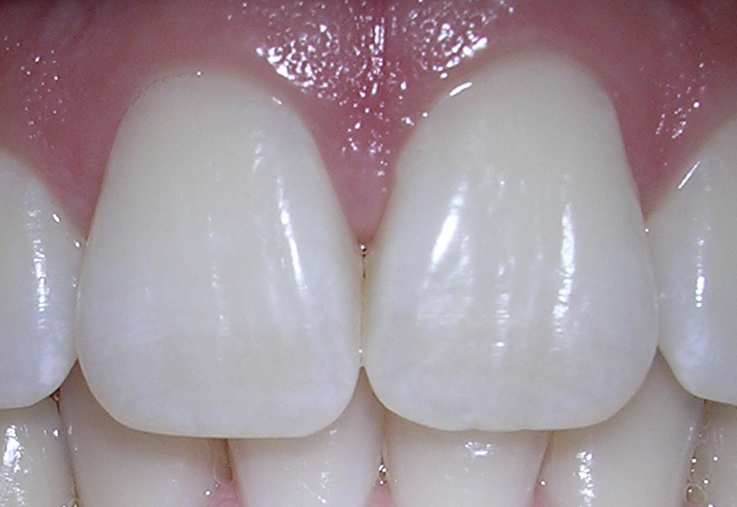
Centrale snijtanden.

Mensentanden zijn geschikt voor het eten van zowel vlees als plantaardig materiaal, doordat de mens een typische alleseter is.

## Anatomie
Een volwassen mens heeft normaal 32 gebitselementen, waarvan 16 in de boven- en 16 in de onderkaak. Een kind met een melkgebit heeft nog slechts 20 elementen. Het gebit wisselt bij de mens maar één keer. Als nieuwe tandjes of kiezen doorkomen, is dit voor het kind vaak een vervelend gevoel. Veel kauwen kan het doorkomen versnellen.
De melktanden zijn de tijdelijke tanden. Deze worden bij het volwassen worden vervangen door de hardere, 'echte' tanden; de doorgaans laatste wordt ook wel verstandskies of wijsheidskies genoemd. Deze laatste tanden worden geregeld getrokken, omdat er vaak te weinig ruimte voor is en de meeste mensen er bovendien toch weinig aan hebben bij het kauwen.
Bij menselijke embryo's is de lamina dentalis - een laag epitheelweefsel - het eerste teken dat er tanden in ontwikkeling zijn. De lamina dentalis verschijnt ongeveer in de 6e week van de embryonale ontwikkeling.
De mens heeft als tandformule I|C|P|M = 2|1|2|3, te tellen vanaf de middenlijn, zowel boven als onder, links en rechts. Dit wil zeggen dat een volwassen gebit in ieder kwadrant 2 incisivi, 1 caninus, 2 premolaren en 3 molaren heeft. Het menselijk gebit kent daarnaast nog andere tandformules, waaronder s|h|k = 2|1|5, te tellen vanaf de middenlijn, zowel boven als onder, links en rechts. Dit wil zeggen dat een volwassen gebit in ieder kwadrant 5 kiezen, waarvan 2 premolaren en 3 molaren heeft, 1 hoektand (cuspidaat) en 2 snijtanden (incisieven) heeft.
Het aantal gebitselementen die het gebit vormen kan variëren door verwijdering van tanden en/of kiezen, door uitvallen van tanden en kiezen of door een ontwikkelingsstoornis waarbij een desbetreffende tand of kies niet aangemaakt is. Bij een verminderd aantal gebitselementen zal de functie van het gebit eventueel moeten worden nagebootst door een tandheelkundige voorziening, zoals een brug, implantaat of een kunstgebit.

### Ontwikkeling
De mens wordt bijna altijd tandeloos geboren, maar soms heeft een pasgeboren kind toch een tand. Bijna altijd betreft dit een centrale melksnijtand onder, dit wordt dan ook wel een natale tand genoemd. Bij de meeste kinderen komen na enige maanden tot een jaar de eerste tanden door. Meestal komen de centrale onder melksnijtanden als eerste door, gevolgd door de centrale melksnijtanden boven. Deze eerste set tanden, die over de eerste twee levensjaren in het gebit komen, vormen het zogenaamde melkgebit (melkdentitie). De vorming van het melkgebit start reeds rond de 4e maand van de zwangerschap. Bij het groeien van de tandwortels wordt botweefsel afgebroken om plaats te maken voor de tandwortel. Normaal gesproken in het 6e tot 12e levensjaar worden deze tanden en kiezen uitgewisseld voor het volwassen gebit dat uit meer en grotere tanden en kiezen bestaat. De vorming van het volwassen gebit gebeurt normaal gesproken in drie fases:
- De eerste wisselfase: Deze fase start meestal rond 6 jaar en eindigt rond het 8e levensjaar. Deze fase begint vaak met het wisselen van de centrale snijtand van de onderkaak of het doorkomen van de 1e grote volwassen kies in de onderkaak. Deze volwassen kiezen wisselen niet, maar groeien achter de achterste melkkies. In de eerste wisselfase komen ook de volwassen kiezen in de bovenkaak door en zullen de 2e snijtanden onder evenals alle snijtanden boven wisselen.
- De rustfase of intertransitionele fase: Het gebit van kinderen van 9 en 10 jaar bevindt zich meestal in de rustfase. Tijdens de rustfase wisselen er geen tanden en komen er ook geen kiezen door, vandaar de naam rustfase. Er gebeurt echter in het kaakbot wel veel. Wortels van melkkiezen en de melkhoektanden worden geresorbeerd en de vorming van wortels van volwassen tanden en kiezen is in volle gang.
- De tweede wisselfase: De tweede wisselfase start vaak met het wisselen van de hoektanden onder, of de eerste kleine kies onder of boven. Dit gebeurt rond de leeftijd van 11. Tijdens deze fase zullen normaal gesproken alle melktanden en melkkiezen worden vervangen voor volwassen tanden en kiezen. Ook zullen tijdens deze fase de 2e grote kiezen doorbreken achter de achterste kiezen. Vaak worden deze kiezen verward met de verstandskiezen. De verstandskiezen zijn, indien gevormd, rond het 15e levensjaar vaak te zien op röntgenfoto's. De verstandskies kan alleen doorbreken als daar ruimte voor is. Soms is dit niet het geval en blijft de verstandskies verscholen onder het tandvlees en meestal nog geheel in het kaakbot.

## Functies
Bij mensen hebben de tanden, naast de traditionele rol bij het eten (kauwen, malen, happen, etc.) als een soort eerste halte van het spijsverteringskanaal, nog enkele specifieke functies.
Tanden spelen ten eerste een belangrijke rol bij de articulatie van veel spraakklanken. Bij de uitspraak van verscheidene medeklinkers, zoals de t en de s, speelt het gebit een belangrijke rol.
Het gebit wordt tevens gebruikt bij het bespelen van een blaasinstrument, de embouchure.
Verder hebben de menselijke tanden een zekere culturele bijbetekenis en esthetische waarde. Mensen met een gaaf gebit en een zo natuurlijk mogelijke (dat wil zeggen, bij benadering witte) tandkleur worden in het algemeen aantrekkelijk gevonden, onder meer omdat de tanden in niet onbelangrijke mate het aangezicht bepalen. Hieraan kan zelfs een bepaalde sociale status worden ontleend. Om deze redenen wordt er met name sinds de 20e eeuw vrij veel aan bleken gedaan. De cosmetische tandheelkunde is in dit verband een belangrijke opgekomen discipline. Bij wijze van bodyart worden er soms ook kleine sieraadjes (bijv. diamanten) op de voortanden aangebracht.
Zelden gebruikt een mens zijn tanden als wapen, in tegenstelling tot sommige diersoorten. Als iemand zijn tanden laat zien is dit meestal geen aanvalpose, maar juist 'ontwapenend' bedoeld, zoals bij lachen.

## Onderhoud
Er geldt een aantal richtlijnen om de eigen tanden zo lang mogelijk te behouden.
Een perfecte mondhygiëne is allereerst onontbeerlijk. Men kan tandpasta op een tandenborstel smeren om vervolgens de tanden in te wrijven met tandpasta. Bacteriën worden op deze wijze verwijderd. Na het tandenpoetsen dient de tandpasta alleen uitgespuugd te worden. De achtergebleven fluoride versterkt het glazuur. Met behulp van tandzijde ofwel flosdraad (zijden draad die met was doordrongen is), tandenstokers of interdentale ragers (kleine borsteltjes) worden de interdentale ruimtes schoon gehouden.
Een tandarts kan eventuele gebitsproblemen vaak oplossen, maar er zijn veel mensen die uit angst niet naar de tandarts durven.
In België (en voorheen in Nederland) wordt veelal de richtlijn gehanteerd van een halfjaarlijkse gebitscontrole om gebitsproblemen vroegtijdig op te sporen en te verhelpen.

## Complicaties
Als tanden niet tijdig of niet goed genoeg gereinigd worden, gaan ze er vaak gelig of zelfs bruinachtig uitzien door de zich ophopende aanslag.
Daarnaast kan bij een slechte reiniging van het gebit sneller tandbederf (cariës) ontstaan, met als gevolg in eerste instantie kiespijn en later eventueel het uitvallen van tanden. Ook meer dan 6 "zoetmomenten" op een dag verhoogt de kans op gaatjes. Eenmaal ontstane gaatjes kunnen door de tandarts worden verholpen door het aanbrengen van een vulling. Indien de cariës al te ver is gevorderd, is trekken (extractie) nodig. Bij wat gecompliceerdere gevallen moet dit eventueel worden gedaan door een kaakchirurg.
Het niet goed bijhouden van de tandverzorging komt de frisheid van de adem bovendien niet ten goede, met als gevolg halitose of foetor ex ore.
Het tandglazuur is gevoelig voor zuuraanvallen. Door het overmatig gebruik van frisdranken en het nuttigen van andere - op zich gezonde - producten met een lage pH (zoals citrusvruchten, maar ook bijvoorbeeld appels) kan daarom tanderosie optreden (een typische welvaartsziekte).
Door regelmatig en correct poetsen, kunnen behalve gaatjes ook andere problemen zoals tandsteen en tandplak worden voorkomen.
Indien tanden scheef staan, wordt vaak een orthodontische ingreep uitgevoerd (in de vorm van een beugel of eventueel een gehemeltespreider). Dit wordt veelal tijdens de puberteit gedaan, maar soms ook eerder of later.
Wanneer het tandvlees ziek wordt of zich terugtrekt, komen de tandhalzen bloot te liggen. Deze worden daardoor gevoelig, met name voor plotselinge grote temperatuurverschillen.
Er zijn mensen die geen tanden hebben: deze noemt men edentaat. Dit is vooral het geval bij jonge kinderen en (hoog)bejaarden. een kunstgebit kan hier uitkomst bieden. Vaak is het missen van tanden tevens de oorzaak van een ingevallen bovenlip.

### Stoornis in de ontwikkeling van het gebit
Bij anodontie zijn er geen volwassen tanden en kiezen gevormd. Anodontie is zeer zeldzaam en komt meestal voor in combinatie met andere afwijkingen. Anodontie is aangeboren en moet dus niet verward worden met afwezigheid van een gebit na het verwijderen of uitvallen van de tanden en kiezen.
Bij oligodontie zijn veel volwassen tanden en/of kiezen afwezig, maar niet allemaal.
Bij surnumeraire zijn er een groter aantal tanden aanwezig, bijvoorbeeld een extra mandibulaire snijtand.
Bij mesiodens bevindt zich ter hoogte van de mediane sutuur in het bovenkaakbeen (maxilla) een extra klein, meestal puntvormig misvormd tandje.
Bij hypodontie mist er een enkele kies of tand. De desbetreffende tand of kies is dan niet gevormd tijdens de gebitsontwikkeling en wordt dan ook wel agenetisch genoemd. Een agenetische tand of kies is meestal de achterste van de soort tand of kies. Bij een agenetische snijtand zal dit bijna altijd de 2e snijtand betreffen en dus niet de centrale. Bij de kleine kiezen is dit dus vaak de 2e kleine kies en bij de grote kiezen zijn dit dus vaak de verstandskiezen.